# René Ferrié
Pour les articles homonymes, voir Ferrié.
René Ferrié, né le 2 novembre 1922 à Sainte-Geneviève-sur-Argence et mort le 22 septembre 2013 à Rodez, est un champion français de bowling licencié au bowling-club Rodez-Onet.
Le Challenge René Ferrié se dispute depuis 2009.

## Palmarès

### Quilles de Huit(ou quillesaveyronnaises:)
- Champion de France individuel en 1955;

### Bowling
- Champion d'Europe individuel en 1965 (Birmingham);
- Coupe d'Europe par équipes en 1970;
- Champion de France individuel entre 1960 et 1972: à 8 reprises (ratio: 2/3);
- Champion de France par paires: à 6 reprises (avec Marcel Molinié (3), puis Max Guizon (3)).